# آنتی‌بیوتیک مؤثر بر پوشش سلول
آنتی‌بیوتیک‌های موثر بر پوشش سلول(به انگلیسی: Cell envelope antibiotic) دسته‌ای از آنتی بیوتیک‌ها هستند که در درجه اول بر روی پوشش سلول اثر می‌کنند. 
نمونه‌های این دسته شامل سیکلوسرین ، پنی سیلین و پلی‌میکسین بی می‌باشد.